# West Venture (schip, 1973)
De West Venture was een halfafzinkbaar boorplatform gebouwd door Compagnie Francaise d’Entreprises Métalliques in 1973 voor Smedvig Drilling. Het was daarmee het eerste Noorse boorplatform. Het ontwerp was de Norrig-5 van Ingenieursbureau Marcon.
Volgens het afzinkbare concept werd het platform naar locatie gesleept, waar het vervolgens geballast werd tot het met de pontons op de zeebodem rustte. Dit concept werkte tot een waterdiepte van 118 voet of 36 meter. Bij dieper water werd het halfafzinkbare concept gebruikt.
Het ontwerp was gemaakt door Marcon na een opdracht in 1966 van Scheepsbouwbelangen NV, een samenwerkingsverband van acht Nederlandse scheepswerven. Dit had net als de Franse Pentagone vijf kolommen, maar had geen eigen voortstuwing en ronde in plaats van elliptische pontons. Door een te lange levertijd werd het platform uiteindelijk niet door een Nederlandse werf gebouwd.
Uiteindelijk werd het platform gesloopt in Cromarty Firth na enkele jaren opgelegd te zijn geweest.